# Pristigasteridae
Pristigasteridae é uma família de peixes actinopterígeos pertencentes à ordem Clupeiformes.